# No soy un ángel
No soy un ángel es el primer álbum de estudio de Natalia publicado por Vale Music en marzo del 2002 en España. Natalia se convirtió en la primera concursante de la primera edición de Operación Triunfo en ver hecho realidad su mayor sueño: triunfar en el mundo de la música con su propio disco.
Este álbum ha sido grabado y producido íntegramente en Londres con uno de los músicos/productores más cotizados del momento: Brian Rawling, entre otros, responsable de algunos de los éxitos de Cher, Enrique Iglesias, Rod Stewart, Tina Turner, Whitney Houston o Natalie Cole.
El disco, que va muy en la línea marcada por artistas como Brintey Spears o Christina Aguilera, es muy comercial y es eminentemente un trabajo de música pop pensada para ser bailada. Evidentemente, también tiene su toque latino a lo Jennifer Lopez ("La noche llegó"). En su debut, Natalia incluye dos temas cantados en inglés: "You Got Me Going Crazy" ("Vas a volverme loca") y " Crazy Tonight" ("La noche llegó").

## Pistas
- 1. "Me pierdo junto a ti" - 3:22
- 2. "Vas a volverme loca" - 2:40
- 3. "La lección" - 3:24
- 4. "La noche llegó" - 3:27
- 5. "No soy un ángel" - 4:16
- 6. "Nadie como tú" - 3:12
- 7. "No conseguirás mi amor" - 3:15
- 8. "Tú me salvaste ayer" - 4:15
- 9. "El cielo estará" - 3:13
- 10. "Escúchame" - 3:22
- 11. "You got me going crazy" (Vas a volverme loca) - 2:43
- 12. "Crazy tonight" (La noche llegó) - 3:25

## Posicionamiento

### Semanales
| País   | Ranking        | Primera semana | Posición de ingreso | Mejor posición | Semanas en la mejor posición | Semanas en el ranking | Última semana |
| ------ | -------------- | -------------- | ------------------- | -------------- | ---------------------------- | --------------------- | ------------- |
| Europa |                |                |                     |                |                              |                       |               |
| España | Top 50 álbumes |                | 6                   | 6              | 1                            | 42                    |               |

### Copias y certificaciones
| País   | Proveedor  | Año  | Certificación |
| Europa |            |      |               |
| España | Promusicae | 2002 | Platino       |